# Ведьма (фильм, 1990)
«Ведьма» (также «Конотопская ведьма») — советский фильм 1990 года, снятый на Киностудии им. Довженко режиссёром Галиной Шигаевой по мотивам повести «Конотопская ведьма» Г. Ф. Квитки-Основьяненко.

## Сюжет
События происходят на Малороссии во времена Гетманщины в городке Конотопе. Местный сотник, увидев на ярмарке красавицу Олену, влюбляется и хочет на ней жениться, но понимает, что взаимности может добиться разве только через нечистую силу…

## В ролях
- Богдан Бенюк — сотник Забрёха
- Лев Перфилов — писарь Прокоп Пистряк
- Элеонора Покровская — ведьма
- Галина Ковганич — Олена
- Владимир Шпудейко — Йосип
- Георгий Гавриленко — Демьян Халявский
- Любовь Руднева — Паська
- Люба Гой — шинкарка
- Оксана Григорович — ведьма
- Виктор Степаненко — Левурда
- Петр Бенюк — Месюра

## Литературная и реальная основа
Фильм снят по повести «Конотопская ведьма» Г. Ф. Квитки-Основьяненко, написанной в 1833 году, одному из его лучших малороссийских рассказов. При юмористично-сатирическом характере произведение является реалистичным и вызвано действительными фактами, имевшими место в те времена:

Повесть основана на чисто малорусском историческом предании. «Топление (мнимых) ведьм при засухе, говорит сам Квитка, не только бывалое, со всеми горестными последствиями, но, к удивлению и даже ужасу, возобновлённое помещицею соседней губернии».— Исторический вестник, 1881 год
При этом повесть содержит «переплетение реалистических черт и фантастики», где мистический элемент является лишь формой:

Главными «фигурами» этой повести являются представители казацкой старшины XVIII в. — конотопский сотник Забреха и писарь Пистряк, нарисованные в сатирическом плане. Они погрязли в лихоимстве, лени, пьянстве и стяжательстве. […] Колоритно проявляется самодурство и жестокость казацкой старшины, занимавшей должности в Гетманщине обычно по наследству. Правда, впечатление от изображенного несколько снижается, так как писатель «разбавляет» реалистические описания фантастикой «ведемских наваждений».

## Критика
Галина Шигаева в «Ведьме» (1990) по известной повести Г. Квитки-Основьяненко представила классическую украинскую деревню, казацкий быт и образ жизни. В комической транскрипции, не без современных аллюзий. Ибо сотник Забереха очень уж напоминает эдакого первого секретаря райкома или (ой, хиба ж никакой разницы?) представителя президента, того самого, который гарант всего. Ото оно и раньше всё было также, почти без изъятий, только президент гетманом назывался, а представитель — сотником. Да ещё аппаратчик проклятый именовался писарем. […] На нашу жизнь режиссёр взглянула как на явление живое и потому ужасно консервативное. Неизменяющееся… Наш хутор увиден со стороны, но не выходя за его пределы. Ну, окраина — так и хай будет, абы хлеб родил справно и вода не пропадала, да чтобы пан сотник державный розум сохранял в свежести…— Искусство кино, 1994 год